# Liste der Wappen in der Metropolitanstadt Turin Orte R bis Z
Die Liste der Wappen in der Provinz Metropolitanstadt R bis Z beinhaltet alle in der Wikipedia gelisteten Wappen der Orte mit dem Anfangsbuchstaben R bis Z in der Metropolitanstadt Turin (bis 2014 Provinz Turin) in der Region Piemont in Italien. In dieser Liste werden die Wappen mit dem Gemeindelink angezeigt. 

## Wappen der Metropolitanstadt Turin

Metropolitanstadt Turin

## Wappen der ehemaligen Provinz Turin

Provinz Turin
Lage in Italien

## Wappen der Gemeinden der Metropolitanstadt Turin A bis E
- Liste der Wappen in der Metropolitanstadt Turin Orte A bis E

## Wappen der Gemeinden der Metropolitanstadt Turin F bis Q
- Liste der Wappen in der Metropolitanstadt Turin Orte F bis Q

## Wappen der Gemeinden der Metropolitanstadt Turin R bis Z

Reano
Ribordone
Riva presso Chieri
Rivalba
Rivalta di Torino
Rivara
Rivarolo Canavese
Rivarossa
Rivoli
Robassomero
Rocca Canavese
Roletto
Romano Canavese
Ronco Canavese
Rondissone
Rorà
Rosta
Roure
Rubiana
Rueglio
Salassa
Salbertrand
Salerano Canavese
Salza di Pinerolo
Samone
San Benigno Canavese
San Carlo Canavese
San Colombano Belmonte
San Didero
San Francesco al Campo
San Germano Chisone
San Gillio
San Giorgio Canavese
San Giorio di Susa
San Giusto Canavese
San Martino Canavese
San Maurizio Canavese
San Mauro Torinese
San Pietro Val Lemina
San Ponso
San Raffaele Cimena
San Sebastiano da Po
San Secondo di Pinerolo
Sangano
Sant’Ambrogio di Torino
Sant’Antonino di Susa
Santena
Sauze d’Oulx
Sauze di Cesana
Scalenghe
Scarmagno
Sciolze
Sestriere
Settimo Rottaro
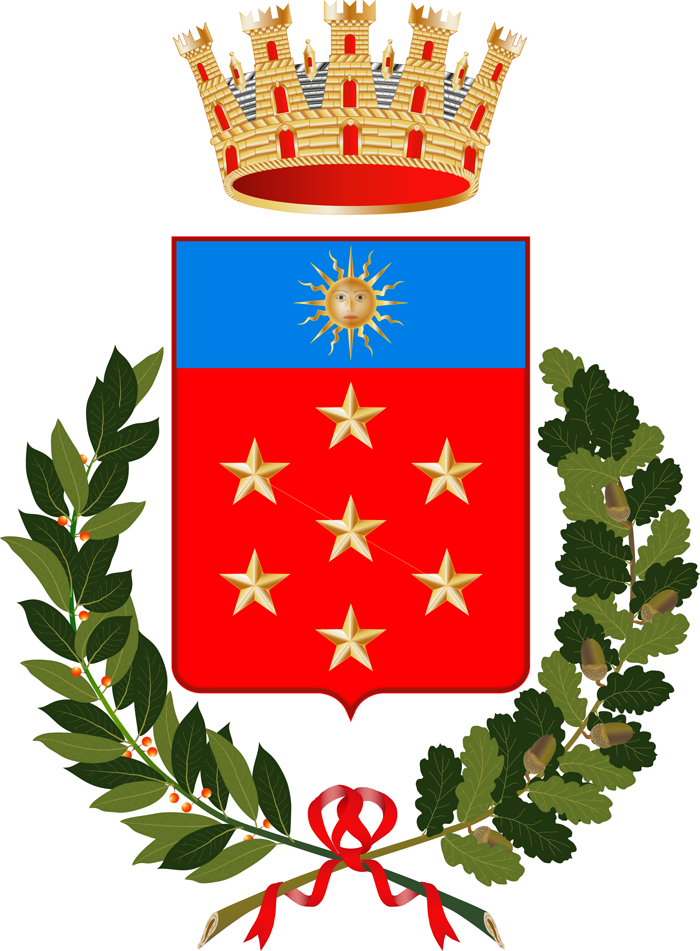
Settimo Torinese
Settimo Vittone
Sparone
Strambinello
Strambino
Susa
Tavagnasco
Turin
Torrazza Piemonte
Torre Canavese
Torre Pellice
Trana
Traversella
Traves
Trofarello
Usseaux
Usseglio
Vaie
Valchiusa
Val della Torre
Val di Chy
Valgioie
Vallo Torinese
Valperga
Valprato Soana
Varisella
Vauda Canavese
Venaria Reale
Venaus
Verolengo
Verrua Savoia
Vestignè
Vialfrè
Vidracco
Vigone
Villafranca Piemonte
Villanova Canavese
Villar Dora
Villar Focchiardo
Villar Pellice
Villar Perosa
Villarbasse
Villareggia
Villastellone
Vinovo
Virle Piemonte
Vische
Vistrorio
Viù
Volpiano
Volvera